# Batyżowiecki Szczyt

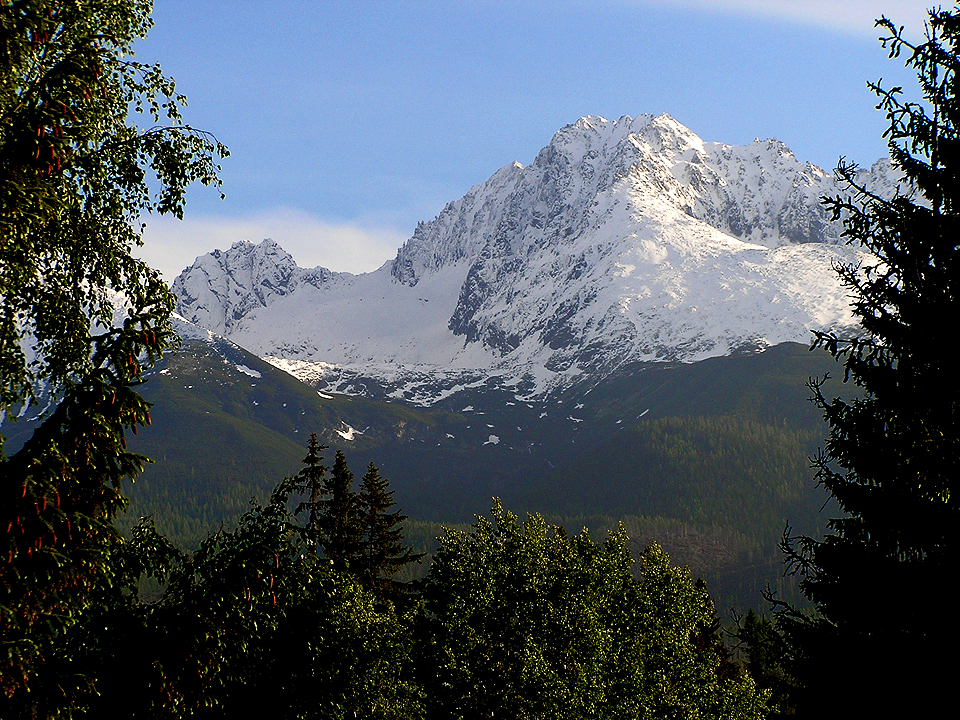
Widok z Doliny Batyżowieckiej na Batyżowiecki Szczyt i Gerlach

Batyżowiecki Szczyt, Wielki Batyżowiecki Szczyt (słow. Batizovský štít, niem. Botzdorfer Spitze, węg. Batizfalvi-csúcs) – najwyższy szczyt (2457 m n.p.m.) głównej grani Tatr na odcinku zamykającym od północnego wschodu Dolinę Batyżowiecką (Batizovská dolina). Jednocześnie jest to granica tej doliny z systemem Doliny Białej Wody (Bielovodská dolina). Dolina Kacza (Kačacia dolina) graniczy z Doliną Batyżowiecką na odcinku od Zmarzłego Szczytu (Popradský Ľadový štít) do Zadniego Gerlacha (Zadný Gerlach). Batyżowiecki Szczyt znajduje się pomiędzy Kaczym Szczytem (Kačací štít) a Zadnim Gerlachem, w pobliżu masywu Gerlacha. Grań od Zmarzłego do Batyżowieckiego Szczytu nosi nazwę Batyżowieckiej Grani, znajdują się w niej kolejno:
- Zmarzły Szczyt (Popradský Ľadový štít, 2390 m),
- Jurgowskie Wrótka (Popradská Ľadová štrbina),
- Jurgowska Przełęcz (Vyšné kačacie sedlo),
- Kaczy Szczyt (Kačací štít, 2401 m),
- Kacze Wrótka (Prostredné kačacie sedlo),
- Kacze Czuby (Kačací hrb),
- Kacza Przełęcz (Nižné kačacie sedlo),
- Batyżowiecka Turniczka (Batizovská vežička),
- Niżnia Batyżowiecka Szczerbina (Nižná Batizovská štrbina),
- Batyżowiecka Kopa (Batizovská kopa),
- Pośrednia Batyżowiecka Szczerbina (Prostredná Batizovská štrbina),
- Batyżowiecka Igła (Batizovská ihla),
- Mały Batyżowiecki Szczyt (Malý Batizovský štít, ok. 2454 m),
- Wyżnia Batyżowiecka Szczerbina (Vyšná Batizovská štrbina),
- Wielki Batyżowiecki Szczyt[2].

Od wschodu Batyżowiecki Szczyt graniczy z masywem Zadniego Gerlacha. Pomiędzy tymi szczytami znajdują się:
- Zachodnia Batyżowiecka Przełęcz (Zapadné Batizovské sedlo),
- Batyżowieckie Czuby (Batizovský hrb),
- Wschodnia Batyżowiecka Przełęcz (Východné Batizovské sedlo)[2],
- Targana Turnia (Biskupská čiapka)[3].

Na południe od masywu Batyżowieckiego Szczytu z dna Doliny Batyżowieckiej wyrasta odosobniona turnia Kościołek, oddzielona szeroką i płaską Pasternakową Przehybą.
W kierunku obu dolin ściany szczytu opadają ścianami z olbrzymich płyt na wysokość 150–300 m. Poprowadzono nimi wiele dróg wspinaczkowych. Szczyt jest niedostępny dla turystów.
Nazwa szczytu i doliny pochodzi od nazwy wsi Batyżowce.

## Historia
Pierwsze wejścia turystyczne:
- Karl Jurzyca i Jozef Galko-Rusnák, 13 czerwca 1900 r. – letnie,
- Zygmunt Klemensiewicz i Jerzy Maślanka, 5 kwietnia 1909 r. – zimowe[4].